# Tinajeros
Tinajeros es un barrio rural (pedanía) de Albacete (Castilla-La Mancha, España) situado al este de la ciudad. Está a 10,9 km de la capital en dirección nordeste, con la que conecta por las carreteras CM-3218 y CM-332. Se encuentra a orillas del Canal de María Cristina, afluente del río Júcar. Está situado a 680 metros de altitud. En 2020 contaba con 268 habitantes según el INE. Su fiesta patronal se celebra durante la primera semana de mayo, en honor a la Santa Cruz, siendo el día 3 el más importante. 
En sus cercanías se ubica el aeródromo de Tinajeros, aeródromo deportivo del Aeroclub de Albacete, y también una piscina municipal.
Tinajeros es atravesado por el Carril bici Albacete-Valdeganga. Destacan su iglesia, su parque y su piscina municipal. Su alcalde pedáneo desde 2015 es José González Martínez.